# Scorpiops atomatus
Scorpiops atomatus es una especie de escorpión del género Scorpiops, familia Euscorpiidae. Fue descrita científicamente por Qi, Zhu & Lourenço en 2005.
Habita en el Tíbet, China. El macho holotipo mide 59 mm; Scorpiops tibetanus mide 40-65 mm.